# Eulemur rubriventer
Lêmure-de-ventre-vermelho (Eulemur rubriventer) é uma espécie de lêmure pertencente à família Lemuridae.